# Кызылординский областной государственный архив
Кызылординский областной государственный архив (каз. Қызылорда облыстық мемлекеттік архиві) — государственный архив Кызылординской области Казахстана. Создан в 1928 году. Хранятся документы Перовского и Казалинского уездов, волостей, области, городов, сёл, аулов и поселковых Советов. В фондах периода пребывания столицы Казахстана в г. Кызылорда (1926—1929) хранятся документы, связанные с подготовкой национальных кадров, материалы о знатных людях области и др. Имеет филиал в Аральске.